# Joan Martínez Quintana
Joan Martínez Quintana, (Mataró, 15 de novembre de 1945) és un exjugador de bàsquet català, que va ser 34 vegades internacional per Espanya.

## Trajectòria
Jugava a la posició de base. Va jugar al bàsquet durant 23 anys, unint la seva carrera al del prestigiós entrenador Antoni Serra, des dels seus començaments al CD Mataró, fou campió d'Espanya infantil i juvenil, fins a completar set anys a la primera plantilla de l'equip maresmenc i nou temporades més al Bàsquet Manresa. Amb el Manresa disputà 222 partits i n'arribà a ser capità.

## Internacionalitats
Va ser internacional amb Espanya en 34 ocasions. Va participar en els esdeveniments següents:
- Eurobasket 1969: 5a posició.
- Eurobasket 1971: 7a posició.